# Heini Holzer

Grabstätte Heini Holzers, Friedhof Schenna

Heinrich „Heini“ Holzer (* 7. April 1945 in Taufers im Münstertal; † 4. Juli 1977 am Piz Roseg) war ein italienischer Südtiroler Alpinist, der vor allem als Extremskifahrer bekannt wurde und als bester Steilwandfahrer der 1970er Jahre galt.

## Leben
Heini Holzer wuchs in schwierigen Familienverhältnissen auf: Sein Vater war im Krieg vermisst, seine Mutter, eine arme Magd, musste Holzer in Pflege geben. 1946 heiratete sie erneut, Holzer konnte zu seinem neuen Stiefvater, einem schweren Alkoholiker, keine gute Beziehung aufbauen. Die Familie lebte größtenteils in Schenna, wechselte den Wohnort jedoch häufig und lebte zeitweise im Martelltal und in Passeier. Ab dem Alter von fünf Jahren verbrachte Holzer den Sommer allein als Hirtenjunge in den Bergen, während des Schuljahres verdiente er Geld als Musiker, indem er Touristen in den Hotels durch Gitarre- und Harmonikaspiel unterhielt. Im Alter von acht Jahren erlernte Holzer das Skifahren auf seinem ersten, gefundenen Paar Skier, das er selbst mit einer Rollschuhbindung ausstattete. Später trat er in die Handelsschule ein und begann mit 14 eine Kaminkehrerlehre, mit 15 begann er erste Bergtouren zu unternehmen. Bald darauf wurde er Mitglied der Bergrettung sowie des Alpenvereins Südtirol. Mit 18 Jahren wurde Holzer wegen seiner geringen Körpergröße (sie wird mit 147 bis 156 cm, meist aber mit 153 cm angegeben) als untauglich für den Militärdienst erklärt und begann das Klettern in extremer Form zu betreiben. Zu dieser Zeit absolvierte er auch seine ersten Skitouren. Schon bald wurde er zum Seilpartner bekannter Alpinisten wie etwa Günther und Reinhold Messner, Peter Habeler, Leo Breitenberger, Helmut Larcher, Dieter Drescher, Roberto Reali, Walter Bonatti oder Sepp Mayerl. Da er mit 23 Jahren heiratete und auch bald Kinder hatte, reiste er nicht wie viele seiner Kletterpartner in den Himalaya und andere entfernte Gebirge, sondern konzentrierte sich auf die Alpen. 1970 begann er mit seinen Steilwandabfahrten. Seine Ehe zerbrach bald am hohen Risiko bei seinen Touren und an seinen weiblichen Seilpartnerinnen, die er wegen seines eigenen Gewichts von unter 50 kg gegenüber männlichen bevorzugte. Im Juli 1977 starb Heini Holzer, als er beim Versuch, die Piz-Roseg-Nordostwand zu befahren, abstürzte. Er liegt am Friedhof von Schenna begraben. Die von ihm erstbefahrene Nordwestrinne des Sass Pordoi wurde nach ihm Heini-Holzer-Rinne oder Canale Holzer benannt. 2016 wurde ihm ein neu errichteter Klettersteig am Ifinger gewidmet.

## Alpinistische Leistungen
Als Kletterer war Holzer hauptsächlich für seine Alleingänge und seine Wintertouren, darunter zahlreiche Wintererstbegehungen, bekannt. Als Erstbegehungen konnte Holzer unter anderem 1964 den Nordpfeiler der Thurwieserspitze, 1967 die Direkte Nordostwand der Aiguille d'Argentiere und die Nordwand der Civetta verbuchen. Unter seinen Wintererstbegehungen waren 1963 die Nordwand der Vertainspitze, 1964 die Schückrinne am Ortler und 1973 die Südkamine am Piz Ciavazes. Weiters konnte er die ersten Alleinbegehungen der Solleder-Führe an der Furchetta, der Westverschneidung am Piz Ciavazes, der Piaz-Führe am Torre Roma und weiterer schwieriger Routen durchführen.
Unter Holzers Skierstbefahrungen sind etwa 1970 die Nordwand der Marmolata, die Cima Tosa, die Cima Brenta, der Hohe Angelus, die Hohe Schneide, der Monte Pasquale, 1971 die Schückrinne am Ortler, der Monte Cristallo, die Nordostwand der Königspitze, der Mischbachferner am Habicht, die Tuckettspitze, Trafoier Eiswand, 1972 die Nordwestrinne des Sass Pordoi, 1972 die Nordwand des Hochgall, der Rechte Hängegletscher am Piz Palü, 1973 der Biancograt am Piz Bernina und die Ostwand des Gran Paradiso, 1974 der Kleine Ifinger, die Nordwand der Aiguille d'Argentiere, 1975 die Ostflanke des Monte Pelmo, die Lammerführe am Lodner die Direkte Minnigeroderinne am Ortler, die Nordwand des Piz Palü, die Brenvaflanke am Mont Blanc, die Nordwand des Aletschhorns, die Nordwand des Lyskamms, 1976 die Nordflanke der Alpspitze, die Ostwand des Peitlerkofels und 1977 die Nordwand des Monte Zebrù zu erwähnen. Viele dieser Fahrten führte er allein durch. Insgesamt konnte Holzer in den sieben Jahren seiner Skikarriere 104 Steilwandfahrten mit Steigungen bis zu 55° durchführen.
Holzer wird häufig als „Philosoph der Berge“ bezeichnet. Er galt als scharfer Kritiker der Kommerzialisierung des Bergsports und lehnte im Gegensatz zu anderen Extremskifahrern die Inanspruchnahme künstlicher Aufstiegshilfen wie Lifte und Helikopter ab und stieg immer aus eigener Kraft zu seinen Abfahrten auf. Er legte auch Wert auf seine Berufstätigkeit und weigerte sich, wie andere Spitzenalpinisten zum Profi zu werden. Allerdings entwickelte er sich zu einem bekannten Publizisten, der neben Beiträgen in den Zeitschriften Bergsteiger und Alpinismus vor allem auch für die Tageszeitung Dolomiten schrieb.